# Rioblanco (Tolima)
Rioblanco est une municipalité colombienne située dans le département de Tolima.